# Quintana del Puente
Quintana del Puente ist ein nordspanisches Dorf und eine Gemeinde (municipio) mit 251 Einwohnern (Stand: 2024) in der Provinz Palencia in der Autonomen Gemeinschaft Kastilien-León.

## Lage und Klima
Quintana del Puente liegt in der Region Tierra de Campos auf der kastilischen Hochebene in einer Höhe von ca. 770 m. Die Provinzhauptstadt Palencia befindet sich mit ihrem Stadtzentrum etwa 24 Kilometer (Fahrtstrecke) westsüdwestlich. Durch die Gemeinde führt die Autovía A-62.
Das Klima im Winter ist durchaus kalt, im Sommer dagegen warm bis heiß; die eher spärlichen Regenfälle (ca. 518 mm/Jahr) fallen überwiegend im Winterhalbjahr.

## Bevölkerungsentwicklung
| Jahr      | 1970 | 1981 | 1991 | 2001 | 2011 | 2021 |
| Einwohner | 570  | 460  | 342  | 248  | 242  | 290  |

## Sehenswürdigkeiten
- Stephanuskirche

## Persönlichkeiten
- José Antolín Toledano (1936–2022), Unternehmer, Vorstandsvorsitzender der Grupo Antolin